# Рязанский комбайновый завод
Ряза́нский комба́йновый заво́д, (РКЗ) —  российское предприятие, расположенное в городе Рязани на территории Северо-Западного промышленного узла. Является одним из старейших предприятий города, которое было основано в 1905 году. Завод производит сельскохозяйственнкю технику: машин для уборки картофеля, сахарной свеклы, заготовки сена и обработки почвы.

## История
Основание предприятия
В 1905 году предприниматель Левонтин организовал в Рязани производство по выпуску плугов и борон, на котором было занято шесть человек. В записях Государственного архива Рязанской области хранятся документы по открытию предприятия: «Летом в 1905 году Левонтин приобрёл два деревенских дома, позвал на работу ровно шесть профессиональных работников, установил РТС, купил дизель на шестнадцать кубов». К 1914 году на заводе работали около 50 рабочих. К 1917 году предприятие уже имело в распоряжении механический, сборный, литейный, кузнечный, масляный и столярные цеха. Собственниками был приобретён двигатель мощностью в 140 лошадиных сил. Общее количество рабочих, числившихся на предприятии в этом году достигло 330 человек.
От Революции до Великой Отечественной войны
Рабочие «Рязсельмаша», вместе с железнодорожниками Троицкой слободы составляли костяк революционного движения в городе. Во время первых советских пятилеток на территории завода были построены и отремонтированы новые производственные корпуса, произведён монтаж оборудования, позволивший выпускать новый тип продукции — механизированные комбайны и трактора. Рязсельмаш первым в Советском Союзе выпустил комбайны, позволившее механизировать возделывание картофеля.
В годы Великой Отечественной, осенью 1941 года завод был эвакуирован на Урал. Вместе с цехами уехали и рабочие, оставшиеся на предприятии — в основном женщины, дети и подростки. Именно они осваивали производственный процесс во время войны. В те времена, предприятие было переоборудовано на выпуск военной продукции: мин, артиллерийских снарядов и авиабомб. Уже в апреле 1942 завод возвратился в Рязань и вернулся к выпуску сель сельскохозяйственной продукции. К концу 1943 года был достигнут уровень довоенного производства, а также введены в строй несколько новых цехов.
Введение в строй нового комплекса
Территория предприятия до 1950-х годов располагалась в самом центре старой, ещё имперской Рязани, между улицами Кудрявцева, Чапаева, Пролетарской и железнодорожной линией. Такое расположение не позволяло расширить производство, поэтому, в конце 1950-х годов принимается решение о строительстве новых цехов завода в Северо-Западном промышленном узле города. Здесь уже были выстроены станкостроительный завод, завод тяжёлого кузнечно-прессового оборудования, а также Дягилевская ТЭЦ. Новое производство было выстроено сразу за ними и называлось Комбановый корпус завода «Рязсельмаш», однако в разговорной речи предприятие называли просто Комбайновым заводом. В сентябре 1964 года новый корпус завода был введён в строй, а в ноябре с конвейера сошёл первый комбайн. Затем продолжилось строительство новых цехов — к проходной завода была протянута линия городского троллейбуса 9 и 16 маршрутов, на полях рядом началось строительство микрорайона для работников предприятия.
В 1970 году на выставке народов мира в Будапеште рязанский комбайн «Дружба» удостоился бронзовой медали. За успехи в производстве завод был награждён орденом «Знак почета», а его лучшие специалисты — орденами Ленина и Трудового Красного Знамени. Рязанские машины экспортировались в Бельгию, Польшу, Монголию, Ирак, на Кубу.
В феврале 1972 года завод выпустил 50-тысячный комбайн. Предприятие открыло своё профессионально-техническое училище для подготовки кадров и сеть общежитий для работников. Каждый год на заводские средства строилось 135 новых квартир. Для рабочих были доступны собственная туристическая база, детский сад, санаторий-профилакторий и пионерский лагерь.
Современная история
Решением арбитражного суда от 12 февраля 2007 года Рязанский комбайновый завод признан банкротом и в отношении него было открыто конкурсное производство. 5 июля 2010 года суд постановил исключить завод из единого государственного реестра.
Конкурсный управляющий приступил к распродаже имущества предприятия. Часть территории была продана, оставшаяся — передана в аренду. В 2010-х годах в цехах находились различные мелкие производства, автодромы, проходили игры в пейнтбол. В планах правительства Олега Ковалёва было переоборудование завода под производство троллейбусов, которое однако, так и не было реализовано.
В 2019 год на базе завода было создано предприятие «Рязанские комбайны» — которое вернуло сельскохозяйственную продукцию завода на конвейер.